# Linie (gmina Rzepin)
Linie (niem. Leinert See) –  jezioro na Równinie Torzymskiej, w powiecie słubickim, w gminie Rzepin.

## Charakterystyka
Jezioro położone jest wśród lasów Puszczy Rzepińskiej, około 4 km na południowy zachód od Rzepina. W centralnej części akwenu znajduje się niewielka podmokła wyspa o powierzchni około 10 arów. Przy jeziorze od strony północnej znajduje się parking dla samochodów, wykorzystywany przez członków PZW.